# О̃
La O con virgulilla (О̃ о̃; cursiva: О̃ о̃) es una letra del alfabeto cirílico. En todas sus formas se ve igual que la O con tilde latina (Õ õ Õ õ).
Se usa en el idioma khinalug donde representa una vocal semicerrada posterior redondeada nasalizada /õ/.